# Papua Nya Guinea i olympiska spelen
Papua Nya Guinea medverkade i olympiska spelen första gången 1976 i Montréal. De har därefter medverkat i samtliga olympiska sommarspel, förutom 1980 i Moskva då de deltog i den amerikanska bojkotten av spelen. De har aldrig medverkat i de olympiska vinterspelen.
Papua Nya Guinea har aldrig vunnit någon medalj.

## Medaljer
| Guld | Silver | Brons | Totalt antal medaljer |
| ---- | ------ | ----- | --------------------- |
| 0    | 0      | 0     | 0                     |

### Medaljer efter sommarspel
| Spel             | Guld        | Silver      | Brons       | Totalt      |
| Montreal 1976    | 0           | 0           | 0           | 0           |
| Moskva 1980      | Deltog inte | Deltog inte | Deltog inte | Deltog inte |
| Los Angeles 1984 | 0           | 0           | 0           | 0           |
| Seoul 1988       | 0           | 0           | 0           | 0           |
| Barcelona 1992   | 0           | 0           | 0           | 0           |
| Atlanta 1996     | 0           | 0           | 0           | 0           |
| Sydney 2000      | 0           | 0           | 0           | 0           |
| Aten 2004        | 0           | 0           | 0           | 0           |
| Peking 2008      | 0           | 0           | 0           | 0           |
| London 2012      | 0           | 0           | 0           | 0           |
| Totalt           | 0           | 0           | 0           | 0           |

## Deltagare
| År               | Deltagare totalt | Deltagare per sport | Deltagare per sport | Deltagare per sport | Deltagare per sport | Deltagare per sport | Deltagare per sport | Deltagare per sport | Deltagare per sport |
| År               | Deltagare totalt | Boxning             | Friidrott           | Judo                | Segling             | Simning             | Skytte              | Taekwondo           | Tyngdlyftning       |
| ---------------- | ---------------- | ------------------- | ------------------- | ------------------- | ------------------- | ------------------- | ------------------- | ------------------- | ------------------- |
| 1976 Montréal    | 6                | 2                   | 3                   | -                   | -                   | -                   | 1                   | -                   | -                   |
| 1984 Los Angeles | 7                | -                   | 5                   | -                   | -                   | -                   | 2                   | -                   | -                   |
| 1988 Seoul       | 11               | 2                   | 6                   | -                   | 1                   | -                   | -                   | -                   | 2                   |
| 1992 Barcelona   | 13               | 5                   | 6                   | -                   | 1                   | -                   | -                   | -                   | 1                   |
| 1996 Atlanta     | 11               | 4                   | 6                   | -                   | -                   | -                   | -                   | -                   | 1                   |
| 2000 Sydney      | 5                | -                   | 2                   | -                   | -                   | 2                   | -                   | -                   | 1                   |
| 2004 Aten        | 4                | -                   | 2                   | -                   | -                   | 1                   | -                   | -                   | 1                   |
| 2008 Beijing     | 7                | 1                   | 2                   | -                   | -                   | 2                   | -                   | 1                   | 1                   |
| 2012 London      | 8                | -                   | 2                   | 1                   | -                   | 2                   | -                   | 1                   | 2                   |